# Kiev (гурт)
Kiev — американський інді-рок-гурт із міста Оріндж, Каліфорнія.

## Назва
Назва Kiev походить від вірша, який написав член сім'ї одного з учасників.

## Склад
До складу групи входять:
- Ендрю Ставас (Andrew Stavas) — клавіші, саксофон
- Брендон Корн (Brandon Corn) — ударні, перкусія
- Дерек Поулсен (Derek Poulsen) — бас, комп'ютери
- Роберт Брінкергофф (Robert Brinkerhoff) — гітара, вокал.

## Історія
У 2010 році група самостійно випустила свій перший мініальбом під назвою Ain't No Scary Folks In On Around Here, про який на лос-анджелеській радіостанції KROQ-FM сказали: «[таке враження,] наче вуха розв'язують гарну головоломку». Їхній перший сингл Crooked Strings прозвучав на шоу KROQ Locals Only.
Другий мініальбом гурту вийшов у 2011 році і мав назву Be Gone Dull Cage & Others. На церемонії вручення музичних нагород Orange County Music Awards 2011 року групу назвали «найкращим інді-гуртом». Лос-Анджелеський блог Buzzbands.LA описав їхнє звучання як «тривожне і водночас інтелектуальне, яке займаючи той часом хвилюючий, часом збентежений простір між лівою та правою півкулями мозку».
Перший повноформатний альбом «киян», Falling Bough Wisdom Teeth, вийшов 22 жовтня 2013 року на незалежному лейблі Suspended Sunrise Recordings. У листопаді 2014 року сингл гурту Be Gone Dull Cage показали в епізоді постапокаліптичного серіалу «Ходячі мерці» Slabtown.

## Виступи наживо
24 травня 2011 року в художньому центрі Orange County Performing Arts Center, відбувся дебют живого стереоскопічного 3D-сету групи Kiev із візуальними сценами та хореографією під їхню музику. 22 вересня 2011 року 3D-шоу в прямому ефірі відбулося вдруге в клубі Avalon Hollywood в рамках лос-анджелеського кіно- та музичного 3D-фестивалю 2011 року. За виступ того вечора гурт здобув фестивальну нагороду 3DFF Pioneer Award.

## Дискографія

### Альбоми
- Falling Bough Wisdom Teeth[11] (2013)

### Мініальбоми
- Ain't No Scary Folks In On Around Here[12] (2010)
- Be Gone Dull Cage & Others[13] (2011)

### Сингли
- Be Gone Dull Cage (Walker Version) (2014)
- Willing Eyes (2019)